# パトリック・マクドゥオール＝クライトン (第6代ダンフリーズ伯爵)
第6代ダンフリーズ伯爵パトリック・マクドゥオール＝クライトン（英語: Patrick McDouall-Crichton, 6th Earl of Dumfries、出生名パトリック・マクドゥオール（Patrick McDouall）、1726年10月15日 – 1803年4月7日）は、スコットランド貴族。1790年から1803年までスコットランド貴族代表議員を務めた。

## 生涯
ジョン・マクドゥオール（John McDouall）と妻エリザベス（Elizabeth、旧姓ダルリンプル（Dalrymple）、ウィリアム・ダルリンプルと第4代ダンフリーズ女伯爵ペネロープ・クライトンの娘）の息子として、1726年10月15日に生まれた。
1762年に近衛歩兵第3連隊の士官になった。1768年7月27日に母方のおじにあたる第5代ダンフリーズ伯爵および第4代ステア伯爵ウィリアム・ダルリンプル＝クライトンが死去すると、ダンフリーズ伯爵位を継承した。
フリーメイソンの一員として、1771年から1773年までスコットランド・グランドロッジのグランドマスターを務めた。
1790年から1803年までスコットランド貴族代表議員を務めた。
1803年4月7日にエディンバラのシャーロット・スクエアで死去、娘に先立たれたため孫ジョンが爵位を継承した。

## 家族
1771年9月12日、マーガレット・クロフォード（Margaret Crauford、1799年5月5日没、ロナルド・クロフォードの娘）と結婚、1女をもうけた。
- エリザベス・ペネロープ（Elizabeth Penelope、1772年11月25日 – 1797年7月25日） - 1792年10月12日、マウント・ステュアート卿ジョン・ステュアートと結婚、2男をもうけた。第2代ビュート侯爵および第7代ダンフリーズ伯爵ジョン・クライトン＝ステュアート（英語版）の母